# The times they are a-changin' (album)
The times they are a-changin' is een muziekalbum van de Amerikaanse zanger Bob Dylan. Het was zijn derde studioalbum, na Bob Dylan en The freewheelin' Bob Dylan. Het album kwam uit op 13 januari 1964.
Het album werd opgenomen in de studio's van Columbia Records in diverse sessies tussen 6 augustus en 31 oktober 1963. Daarbij werden 24 liedjes opgenomen. Tien hiervan werden gebruikt voor het album. Op de The bootleg series volumes 1-3 werden in 1991 uitgebracht "Only a Hobo", "Moonshiner" (een traditional), "Seven Curses", "Eternal Circle" en "Suze (The Cough Song)" (een instrumental). "Suze (The Cough Song)" werd als "Nashville Skyline Rag" opgenomen op het album Nashville Skyline uit 1969.
Het was het eerste album van Bob Dylan met uitsluitend zelfgeschreven liedjes. Op alle liedjes begeleidde hij zichzelf met een akoestische gitaar en soms met een mondharmonica.

## Hitnoteringen
De plaat haalde de twintigste plaats in de Billboard 200 en de vierde plaats in de Britse UK Albums Chart.

## Nummers
| Nr. | Titel                         | Schrijver(s) | Duur |
| --- | ----------------------------- | ------------ | ---- |
| 1.  | The times they are a-changin' | Bob Dylan    | 3:15 |
| 2.  | Ballad of Hollis Brown        | Bob Dylan    | 5:06 |
| 3.  | With God on our side          | Bob Dylan    | 7:08 |
| 4.  | One too many mornings         | Bob Dylan    | 2:41 |
| 5.  | North Country Blues           | Bob Dylan    | 4:35 |

| Nr. | Titel                                | Schrijver(s) | Duur |
| --- | ------------------------------------ | ------------ | ---- |
| 1.  | Only a pawn in their game            | Bob Dylan    | 3:33 |
| 2.  | Boots of Spanish leather             | Bob Dylan    | 4:40 |
| 3.  | When the ship comes in               | Bob Dylan    | 3:18 |
| 4.  | The lonesome death of Hattie Carroll | Bob Dylan    | 5:48 |
| 5.  | Restless farewell                    | Bob Dylan    | 5:32 |

### Single van het album
The times they are a-changin' kwam op 8 maart 1965 in het Verenigd Koninkrijk uit als single. De achterkant was Honey, just allow me one more chance, afkomstig van The freewheelin' Bob Dylan. De plaat haalde de negende plaats in de UK Singles Chart en de 26e plaats in de Nederlandse Top 40.